# Јоже Шешко
Јоже Шешко — Цирил (Словенска Вас, код Кочевја, 4. децембар 1908 — Љубљана, 11. мај 1942), учесник Народноослободилачке борбе и народни херој Југославије.

## Биографија
Рођен је 4. децембра 1908. у Словенској Васи, код Кочевја. Потицао је из сиромашне породице. Основну школу је завршио у родно месту, а гиманзију у Кочевју.
После матуре се уписао на славистичку групу Филозофског факултета Универзитета у Љубљани, где је дипломирао 1931. године. Током студија прикључио се студентском револуционарном покрету и учествовао је у организовању студентских штрајкова.
Новембра 1928. године примљен је у чланство Комунистичке партије Југославије (КПЈ), а 1930. године је у Кочевју организовао Месни комитет КПЈ, и био изабран за његовог секретара. Године 1933. постао је секретар Среског комитета КПЈ за Кочевје.
Због своје политичке оријентације, која није могла остати непримећена, није могао да добије службу, па је живео у врло тешким материјалним условима. Тек шест година после завршених студија, 1933. године, успело му је да добије место суплента у Реалној гимназији у Марибору. Међутим, неколико месеци касније био је ухапшен и осуђен на шест месеци затвора. После издржане казне, изгубио је службу, али је наставио активан рад у синдикалном покрету и у културно-просветним друштвима. Водио је и Савез радног народа у кочевском крају.
Године 1940. власти су га интернирале у концентрациони логор у Билећи, одакле је, јануара 1941. године био пребачен у Ивањицу. После окупације Краљевине Југославије, априла 1941. године вратио се у родни крај и био међу првим организаторима Народноослободилачког покрета (НОП). Стално је био у илегалности, јер је за њим била издата потерница и расписана висока награда ономе ко га ухвати или открије.
Постао је секретар Окружног комитета КП Словеније за Кочевје и био међу оснивачима одбора Ослободилне фронте Словеније. Организовао је прве чете партизана и бринуо се за илегалну штампу. Као жртва издаје, био је ухапшен од Италијана, у ноћи између 27. и 28. априла 1942. године, у бункеру, у Конца Васи, код Старе Цркве, у близини Кочевја.
Пребацили су га у кочевски затвор, а одатле претученог, завијеног у шаторско платно, у Љубљану. После мучења, стрељан је 11. маја 1942. године, с још девет другова, на љубљанском војном стрелишту званом „Грамозна јама“.
Указом председника Федеративне Народне Републике Југославије Јосипа Броза Тита, 27. новембра 1953. године, проглашен је за народног хероја.